# Hans-Peter Gies
Hans-Peter Gies (Berlino, 9 maggio 1947) è un ex pesista tedesco.
Ha vinto un bronzo europeo nel 1969 ad Atene.

## Palmarès
| Anno | Manifestazione | Sede              | Evento         | Risultato | Misura  | Note |
| ---- | -------------- | ----------------- | -------------- | --------- | ------- | ---- |
| 1969 | Europei        | Atene             | Getto del peso | Bronzo    | 19,78 m |      |
| 1972 | Olimpiadi      | Monaco di Baviera | Getto del peso | 4º        | 21,14 m |      |
| 1976 | Olimpiadi      | Montréal          | Getto del peso | 5º        | 20,47 m |      |